# Magdalena Grabowska
Magdalena Grabowska, née Kumiet le 1er juillet 1980, est une escrimeuse polonaise, pratiquant l'épée.

## Palmarès

### Championnats d'Europe
- 2005 à Zalaegerszeg
  -  Médaille d'argent en épée par équipes
  -  Médaille de bronze en épée individuel
- 2004 à Copenhague
  -  Médaille de bronze en épée par équipes

### Championnats de Pologne
- en 2000:
  -  Médaillée de bronze